# 켈레르
켈레르(Celer)는 로마 신화에 나오는 로물루스의 부하이다. 로물루스와 그의 쌍둥이 동생 레무스는 새로운 도시를 건설하는 과정에서 서로 주도권을 잡겠다고 다투어 사이가 벌어졌다. 로물루스에 의해 성벽 건설의 책임자로 임명된 켈레르는 누구든 성벽을 가로넘는 자는 죽음을 면치 못할 것이라고 선언하였다. 한편, 로물루스의 속임수로 주도권을 빼앗겼다고 여긴 레무스는 한창 건설 중인 성벽의 얕은 곳을 뛰어넘으면서 이런 성벽으로 어떻게 적의 침략으로부터 시민을 안전하게 보호할 수 있겠느냐고 조롱하였다. 이에 켈레르는 곡괭이를 내리쳐 일격에 레무스를 살해하였다.